# Pożyczki
Pożyczki (kaszb. Pòżëczczi) – wieś w Polsce położona na Pojezierzu Bytowskim, w województwie pomorskim, w powiecie bytowskim, w gminie Miastko. 
Wieś wchodzi w skład sołectwa Żabno"
W latach 1975–1998 miejscowość administracyjnie należała do województwa słupskiego.